# 菊池市立迫水小学校
菊池市立迫水小学校（きくちしりつ はくすいしょうがっこう）は、熊本県菊池市重味にあった小学校。

## 沿革
重味小学校
- 1874年(明治7年) - 公立重味小学校創立
- 1887年(明治20年)4月 - 尋常豊間小学校重味支校と改称。
- 1892年(明治25年)4月 - 豊間尋常小学校独立
- 1923年(大正12年)4月 - 重味尋常高等小学校と改称
- 1941年(昭和16年)4月 - 重味国民学校と改称
- 1947年(昭和22年)4月 - 迫間村立重味小学校と改称
- 1956年(昭和31年)9月1日 - 菊池町立重味小学校と改称
- 1958年(昭和33年)8月1日 - 菊池市立重味小学校と改称
- 1991年(平成3年)4月1日 - 水源北小学校と統合し迫水小学校となる

水源北小学校
- 1892年(明治25年)4月 - 柏出張所・板井原出張所設置
- 1892年(明治25年)7月 - 氷山分教場設置
- 1899年(明治32年)9月 - 立門分教場設置。板井原出張所廃止
- 1900年(明治33年)10月 - 氷山分教場廃止
- 1901年(明治34年)5月 - 原尋常小学校から独立
- 1932年(昭和7年)3月 - 水源北部尋常小学校と改称
- 1934年(昭和9年)4月 - 水源北部尋常高等小学校と改称。
- 1941年(昭和16年)4月 - 水源北部国民学校と改称
- 1947年(昭和22年)4月 - 水源村立水源北小学校と改称
- 1948年(昭和23年)4月 - 杉生分校設置
- 1956年(昭和31年)9月1日 - 菊池町立水源北小学校と改称
- 1958年(昭和33年)8月1日 - 菊池市立水源北小学校と改称
- 1971年(昭和46年)3月 - 杉生分校廃止
- 1991年(平成3年)4月1日 - 重味小学校と統合し迫水小学校となる

迫水小学校
- 1991年(平成3年)4月1日 - 重味小学校と水源北小学校が統合し迫水小学校開校
- 2013年(平成25年)3月31日 - 菊池市立菊池北小学校へ統合

## クラブ活動
- 運動部

- 文化部

## 学校周辺
- 国道387号